# Risankizumab
Le risankizumab dont le nom codé chez  Boehringer Ingelheim est BI-655066 est un anticorps monoclonal humanisé ciblant l'interleukine 23 (IL-23). Risankizumab est un co-développement entre Boehringer Ingelheim et AbbVie. 
Le potentiel thérapeutique de risankizumab est en cours d'évaluation dans la maladie de Crohn et le psoriasis Il est actuellement en phase II d'essais cliniques de médicaments pour la maladie de Crohn, l'arthrite psoriasique et l'asthme, il est désormais approuvé par la FDA et l'EMA pour traiter le psoriasis en plaques modéré à sévère ,.

## Efficacité
Dans le psoriasis, il s'avère être supérieur à l'ustekinumab (un autre anticorps monoclonal ciblant l'interleukine 23) quant à l'efficacité sur les lésions cutanées. Il s'avère être cependant décevant dans l'asthme.
Son efficacité est comparable à celle de l'ustékinumab dans la maladie de Crohn.
Dans la rectocolite hémorragique, il permet d'avoir de meilleurs taux de rémission lorsqu'il est utilisé en induction ou en traitement chronique.